# Achuti
Achuti (gruz. ახუთი) – wieś w Gruzji, w regionie Megrelia-Górna Swanetia, w gminie Czchorocku. W 2014 roku liczyła 849 mieszkańców.

## Urodzeni
- Andriej Zodeława